# Widzino
Widzino (kasz. Widzëno, niem. Veddin) – wieś w Polsce, w województwie pomorskim, w powiecie słupskim, w gminie Kobylnica przy trasie linii kolejowej Piła Główna - Ustka, z przystankiem Widzino.
W latach 1975–1998 miejscowość administracyjnie należała do województwa słupskiego.

## Nazwa
Nazwa miejscowości, wzmiankowana po raz pierwszy w formie Vidino w 1281, ma pochodzenie słowiańskie i charakter topograficzny. Powstała przez dodanie do pomorskiego kontynuantu psł. rdzenia *vid- ║ *vъd- „skręcać się, wić” formantu -no. Niemiecka nazwa Veddin jest adaptacją fonetyczną pierwotnej nazwy słowiańskiej. Polska nazwa Widzino w miejscu oczekiwanej *Widno jest wynikiem resubstytucji nazwy niemieckiej.
Rada Języka Kaszubskiego proponuje kaszubską formę nazwy Widzëno.